# Сборщикова, Анна Максимовна
Анна Максимовна Сборщикова (1913 год, с. Черкасское, Семиреченская область, Российская империя — дата и место смерти неизвестны) — колхозница, Герой Социалистического Труда (1948).

## Биография
Родился в 1913 году в селе Черкасское Семиреченской области (ныне — Саркандский район, Жетысуская область, Казахстан).
В 1930 году вступила в колхоз «Коллективный труд». Первоначально работала рядовой колхозницей, потом была назначена звеньевой полеводческого звена.
В 1947 году полеводческое звено под руководством Анны Сборщиковой собрало с участка площадью 22 гектаров по 30,4 центнеров зерновых. За получение высоких урожаев пшеницы, ржи, хлопка в 1947 году удостоена звания Героя Социалистического Труда указом Президиума Верховного Совета СССР от 28 марта 1948 года с вручением ордена Ленина и золотой медали «Серп и Молот».
Проживала в родном селе.
Награды
- Герой Социалистического Труда (1948)
- Орден Ленина (1948)
- Медаль «За доблестный труд в Великой Отечественной войне 1941—1945 гг.»